# Elisabeth Wolff-Merck
Elisabeth Wolff-Merck (Geburtsname Caroline Elisabeth Clara Merck; * 14. November 1890 in Darmstadt; † 18. Februar 1970 in München) war eine deutsche Übersetzerin.

## Leben
Elisabeth Wolff-Merck entstammte der Unternehmerfamilie Merck. Ihr Vater war Carl Emanuel Merck (1862–1909), Teilhaber der Firma und Enkel des Firmengründers Emanuel Merck (1794–1855). Ihre Mutter war Anna Josephine Merck geb. Blanckarts (1862–1929). Elisabeth heiratete 1909 den Verleger Kurt Wolff. Aus der Ehe stammten die Kinder Maria und Nikolaus.
Wegen wirtschaftlicher Schwierigkeiten ließ sich das Paar 1930 scheiden. Elisabeth heiratete 1931 den Professor für Frauenheilkunde Hans Albrecht (1878–1944). Diese Ehe blieb kinderlos.
Der indische Philosoph und Literat Rabindranath Tagore schuf das Werk Chitra. Elisabeth übersetzte dieses im Jahr 1914 in die deutsche Sprache und gab es als Buch Chitra. Ein Spiel in einem Aufzug heraus. Es ist erschienen im Verlag Draupadi, Heidelberg 2011, ISBN 978-3-937603-51-3.